# Molophilus (Molophilus) araucanus
Molophilus (Molophilus) araucanus is een tweevleugelige uit de familie steltmuggen (Limoniidae). De soort komt voor in het Neotropisch gebied.